# Orgelbau Waltershausen
Orgelbau Waltershausen ist eine in Waltershausen ansässige Orgelbauwerkstatt, die im Jahr 1991 gegründet wurde. Das Unternehmen ist durch Restaurierungen historischer Orgeln und durch historisch orientierte Neubauten hervorgetreten. Der Tätigkeitsschwerpunkt liegt auf der Orgellandschaft Thüringen.

## Geschichte
Die Werkstatt wurde am 31. Mai 1991 als Gesellschaft bürgerlichen Rechts gegründet. Ebenso wie beim thüringischen Rösel & Hercher Orgelbau wurde die Firmengründung erst durch die Deutsche Wiedervereinigung ermöglicht. Mitbegründer waren die Orgelbauer Stephan Krause, Bernhard Kutter, Joachim Stade und Dietmar Ullmann, die sich als Gesellen bei Rudolf Böhm Orgelbau, Gotha, kennen gelernt hatten. Stade (* 8. Juni 1961) war von 1982 bis 1984 Lehrling und von 1985 bis 1991 Geselle bei Böhm. Im Jahr 1997 legte er die Meisterprüfung ab. Krause (* 24. April 1963 in Erfurt) erlernte von 1983 bis 1986 den Orgelbau beim VEB Frankfurter Orgelbau Sauer und war anschließend bis 1991 Geselle bei Böhm. Kutter (* 12. Februar 1961) war ebenfalls Geselle bei Böhm, bevor er 1991 zusammen mit Krause und Stade Geschäftsführer der Werkstatt Orgelbau Waltershausen wurde.
Die jungen Orgelbauer arbeiteten sich in die klassischen Orgelbauhandwerkstechniken des 18. Jahrhunderts ein. Schon beim ersten größeren Orgelneubau 1993 in Völkershausen (Vacha) wurde eine historische Stimmung nach Georg Andreas Sorge (1764) gelegt. Ein Umzug in größere Werkstatträume im Jahr 1995 führte zu neuen Möglichkeiten und zog ab dem 1. Februar 1996 eine neue Unternehmensform als GmbH nach sich. Prägend für die Firma wurde die Restaurierung der Orgel der Stadtkirche Waltershausen von 1995 bis 1998. Nach dem Ausstieg von Kutter im Jahr 2005, der sich 2006 mit Orgelbau Kutter selbstständig machte, übernahmen als Geschäftsführer der Orgelbaumeister Joachim Stade und Stephan Krause die Verantwortung für sieben Mitarbeiter.

## Werkliste (Auswahl)
| Jahr          | Ort                          | Bauwerk                                     | Bild | Manuale | Register | Anmerkungen |
| ------------- | ---------------------------- | ------------------------------------------- | ---- | ------- | -------- | --- |
| 1993          | Völkershausen (Vacha)        | Michaeliskirche                             |      | II/P    | 25       | Neubau, freistehender Spieltisch mit drittem Manual als Koppelmanual, Spiegelprinzipal im Prospekt, Pedal auf Hauptwerklade mit drei Transmissionen |
| 1994–1995     | Mechterstädt                 | Marienkirche                                |      | II/P    | 25       | Restaurierung der Orgel von Carl Christian Hoffmann (1770)                                                                                          |
| 1993–1996     | Gräfenhain                   | St. Trinitatis                              |      | II/P    | 22       | Restaurierung der Orgel von Johann Christoph Thielemann (1728–1731)                                                                                 |
| 1993–1997     | Mühlberg                     | St. Lukas                                   |      | II/P    | 26       | Restaurierung der Orgel von Franciscus Volckland (1729) und Ernst Siegfried Hesse (1824)                                                            |
| 1997          | Eisenach                     | Hainsteinkapelle                            |      | I/P     | 12       | Neubau mit geteilten Schleifen, Meisterstück Joachim Stade                                                                                          |
| 1997          | Schalkau                     | St. Johannis                                |      | II/P    | 23       | Teilrestaurierung der Orgel von Friedrich Wilhelm Holland (1875)                                                                                    |
| 1997          | Schmerbach (Waltershausen)   | Christuskirche                              |      | II/P    | 16       | Restaurierung der Orgel von Friedrich Knauf (2. Hälfte 19. Jahrhundert)                                                                             |
| 1995–1998     | Waltershausen                | Stadtkirche                                 |      | III/P   | 47       | Restaurierung der Orgel von Tobias Heinrich Gottfried Trost (1722–1730) → Orgel der Stadtkirche (Waltershausen)                                     |
| 1997–1998     | Sondershausen                | St. Elisabeth                               |      | II/P    | 16       | Neubau |
| 1998          | Ecklingerode                 | St. Valentin                                |      | II/P    | 16       | Restaurierung der Orgel von Louis Krell (um 1900)                                                                                                   |
| 1998          | Untergeis                    | Ev. Kirche                                  |      | I/P     | 11       | Restaurierung der Orgel von Johann Wilhelm Schmerbach der Mittlere                                                                                  |
| 1998–1999     | Wandersleben                 | St. Petri                                   |      | II/P    | 23       | Restaurierung der Orgel von Johann Georg Schröter (1724); 5 Register ganz und 9 teilweise erhalten, Übriges rekonstruiert                           |
| 2001          | Hülfensberg                  | Franziskanerkloster, „Christus der Erlöser“ |      | III/P   | 36       | Neubau mit elektrischen Trakturen |
| 2001          | Schleid (Rhön)               | Maria Schnee                                |      | II/P    | 18       | Restaurierung der Orgel von Barthel Brünner (1748) und Heinrich Hahner (1878)                                                                       |
| 2002          | Molschleben                  | St. Peter und Paul                          |      | II/P    | 18       | Restaurierung der Orgel von Johann Friedrich Schulze (1856)                                                                                         |
| 2002          | Riethnordhausen (bei Erfurt) | St. Bonifatius                              |      | II/P    | 12       | Neubau |
| 2002          | Bremen (Geisa)               | St. Jakobus und Barbara                     |      | I/P     | 12       | Restaurierung der Orgel von Johann-Markus Oestreich (um 1800)                                                                                       |
| 2003          | Oesterbehringen              | Christuskirche                              |      | II/P    | 23       | Restaurierung der Orgel von Valentin Knauf (1827)                                                                                                   |
| 2001–2004     | Seebergen                    | St. Georg                                   |      | II/P    | 30       | Restaurierung der Orgel von Ernst Ludwig Hesse (1824)                                                                                               |
| 2004          | Vacha                        | Johanneskirche                              |      | II/P    | 26       | Restaurierung der Orgel von Johann Michael Holland (1831)                                                                                           |
| 2004          | Seebach                      | St. Johannis                                |      | II/P    | 23       | Restaurierung der Orgel von Wilhelm Rühlmann (1909)                                                                                                 |
| 2004          | Roßbach (Hünfeld)            | Mariä Himmelfahrt                           |      | II/P    | 16       | Restaurierung der Orgel der Gebrüder Euler (1892)                                                                                                   |
| 2004          | Dermbach                     | Heilige Dreifaltigkeit                      |      | II/P    | 22       | Neubau im barocken Gehäuse von Johann Casper Beck (1754)                                                                                            |
| 2005          | Laucha                       | St.-Kilians-Kirche                          |      | II/P    | 14       | Restaurierung der Orgel von Hugo Böhm (1888, Meisterstück)                                                                                          |
| 2005          | Rühstädt                     | Dorfkirche Rühstädt                         |      | I/P     | 10       | Rekonstruktion der Orgel von Joachim Wagner (1738), Gehäuse und einige Register erhalten, Übriges rekonstruiert                                     |
| 2005          | Meimbressen                  | Ev. Kirche                                  |      | II/P    | 22       | Neubau im barocken Gehäuse |
| 2005          | Gräfenroda                   | St. Laurentius                              |      | II/P    | 24       | Restaurierung/Rekonstruktion der Orgel von Johann Anton Weise (1736)                                                                                |
| 2001–2006     | Kaltenlengsfeld              | Evang. Kirche                               |      | II/P    | 22       | Restaurierung der Orgel von Johann Caspar Rommel (1755–1757)                                                                                        |
| 2006          | Uchenhofen                   | Dorfkirche                                  |      | I/P     | 10       | Neubau im Stil von Johann-Markus Oestreich |
| 2006          | Wahlwinkel                   | St. Gotthard                                |      | II/P    | 21       | Restaurierung der Orgel von Georg Andreas und Ernst Siegfried Hesse (1829)                                                                          |
| 2006          | Kerstlingerode               | St. Johannes der Täufer                     |      | II/P    | 13       | Restaurierung der Orgel von Carl Heyder (1860) |
| 2006          | Gefell                       | Stadtkirche Unserer lieben Frau             |      | II/P    | 24       | Restaurierung der Orgel von Trampeli (1807) → Orgel                                                                                                 |
| 2006          | Dippach                      | St.-Katharina-Kirche                        |      | I/P     | 13       | Restaurierung der Orgel von Friedrich Wilhelm Holland (um 1850)                                                                                     |
| 2007          | Arnsgrün                     | Dorfkirche                                  |      | I/P     | 9        | Restaurierung der Orgel von Johann Gottlob Trampeli (1784) → Orgel                                                                                  |
| 2007          | Burghaun                     | Mariae Himmelfahrt                          |      | II/P    | 20       | Restaurierung der Orgel der Gebrüder Euler (1878)                                                                                                   |
| 2007          | Wickerstedt                  | St. Vitus                                   |      | II/P    | 12       | Restaurierung der Orgel von Johann Christian Adam Gerhard (1835)                                                                                    |
| 2007          | Twiste (Twistetal)           | St. Veit                                    |      | II/P    | 12       | Restaurierung der Orgel von Jacob Vogt (1862) in Zusammenarbeit mit Wilhelm Rühle                                                                   |
| 2008          | Niedergründau                | Bergkirche                                  |      | II/P    | 31       | Restaurierung der Orgel von Georg Franz und Wilhelm August Ratzmann (1839)                                                                          |
| 2008 und 2014 | Sömmerda                     | St. Bonifatius                              |      | II/P    | 29       | Restaurierung der Orgel von Johann Georg Krippendorf (1701–1709)                                                                                    |
| 2008          | Schwabhausen                 | Dreifaltigkeitskirche                       |      | II/P    | 20       | Restaurierung der Orgel von Georg Franz Ratzmann (1836)                                                                                             |
| 2008          | Floh-Seligenthal             | Floher Kirche                               |      | II/P    | 27       | Restaurierung der Orgel von Johann-Markus Oestreich (1789)                                                                                          |
| 2007–2009     | Heidelbach (Alsfeld)         | Evangelische Kirche                         |      | I/P     | 12       | Restaurierung der Orgel von Johann Hartmann Bernhard (1817–1818)                                                                                    |
| 2009          | Henfstädt                    | Dorfkirche Henfstädt                        |      | I/P     | 11       | Restaurierung der Orgel von Johann Valentin Nößler (1747)                                                                                           |
| 2009          | Alsberg                      | Heilig Kreuz                                |      | I/P     | 13       | Restaurierung der Orgel von Fritz Clewing (1893) |
| 2009          | Langenselbold                | Ev. Kirche                                  |      | II/P    | 32       | Neubau mit Doppelregistratur, Prospektentwurf von Aaron Werbick                                                                                     |
| 2009          | Kleinfurra                   | St. Annen                                   |      | II/P    | 13       | Restaurierung der Orgel von Wilhelm Rühlmann (1911)                                                                                                 |
| 2010          | Oßmannstedt                  | St.-Petrus-Kirche                           |      | II/P    | 21       | Restaurierung der Orgel von Johann Benjamin Witzmann (1810)                                                                                         |
| 2011          | Weimar                       | Herz-Jesu-Kirche                            |      | III/P   | 59       | Neubau |
| 2012          | Worbis                       | Antoniuskirche                              |      | III/P   | 35       | Neubau/Rekonstruktion hinter dem historischen Prospekt von Adam Öhninger (1696), modifiziert mitteltönige Stimmung                                  |
| 2016          | Billerbeck                   | Propsteikirche St. Lutgerus                 |      | IV/P    | 11       | Neubau der Chororgel, nur vom Generalspieltisch anspielbar                                                                                          |
| 2018/1019     | Groß-Eichen                  | Ev. Kirche                                  |      | I/P     | 11       | Restaurierung der Orgel von Philipp Ernst Wegmann (1771)                                                                                            |